# Świątynia Kirtland

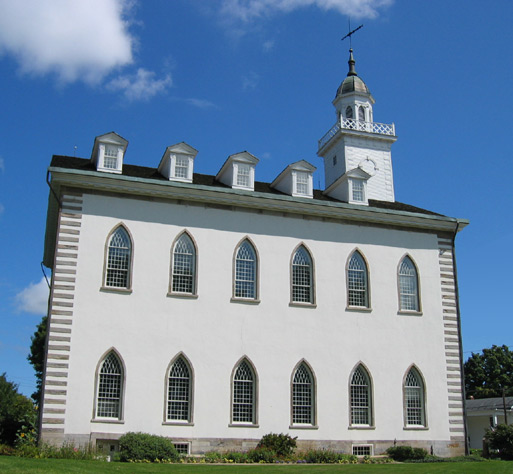
Świątynia Kirtland (widok z boku)

Świątynia Kirtland – najstarsza ze świątyń należących do ruchu świętych w dniach ostatnich zwanych mormonami. Obecnie – udostępniona do zwiedzania jako obiekt historyczny w posiadaniu Kościoła Jezusa Chrystusa Świętych w Dniach Ostatnich. Przez wiele lat, do 2024 r., należała do Społeczności Chrystusa. Jest domem modlitwy i miejscem nabożeństw. Znajduje się w miejscowości Kirtland, w stanie Ohio, Stany Zjednoczone. Została wpisana na listę National Historic Landmark i National Register of Historic Places.
Budowa trwała od czerwca 1833 roku do marca 1836 roku.

## Historia
Jesienią 1830 roku Joseph Smith miał mieć objawienie, po którym nakazał by Oliver Cowdery, Peter Whitmer Junior, Parley P. Pratt i Ziba Peterson udali się w podróż misjonarską. Przebyli oni blisko 1500 mil w niektórych miejscach podróży nauczając nowej religii. Największy sukces grupa ta odniosła w okolicy Kirtland w Ohio, gdzie ochrzcili około 130 nawróconych wywodzących się głównie spośród kongregacji reformowanych baptystów Sidneya Rigdona. W ten sposób Kościół założony w kwietniu 1830 roku przez Josepha Smitha ponad dwukrotnie zwiększył swoją liczebność. W grudniu 1830 Sidney Rigdon wraz z niewierzącym przyjacielem przebyli 250 mil do Fayette by dowiedzieć się co mają czynić nowo ochrzczeni święci z Kirtland. W odpowiedzi 2 stycznia 1831 roku Joseph Smith po objawieniu nakazał świętym ze stanu Nowy Jork przenieść się do Kirtland. Od połowy kwietnia do połowy maja 1831 roku do Kirtland wyruszyło 68 członków Kościoła z Colesville, osiemdziesięciu z gminy Fayette i pięćdziesięciu z gminy Manchester.
1 czerwca 1833 roku Joseph Smith miał mieć objawienie które nakazywało mu natychmiastowe rozpoczęcie budowy świętego domu. W roku 1836 po blisko trzech latach budowy ukończono tam budowę Świątyni, a Joseph Smith i Oliver Cowdery mieli otrzymać od niebiańskich posłańców klucze i upoważnienie niezbędne do dokonywania świętych obrzędów. 27 marca 1836 w obecności niemal tysiąca osób Świątynia została wyświęcona przez pierwszego prezydenta Kościoła, Josepha Smitha Jr, podczas ośmiogodzinnej ceremonii dedykacyjnej. Wówczas wielu innych wiernych miało duchowe wizje, a niewielka grupa spośród nich otrzymała w świątyni obrzędy obmycia i namaszczenia.
W roku 1838 w wyniku upadku banku Kirtland Safety Society Bank założonego przez Josepha Smitha i Sidneya Rigdona stracili oni kontrolę nad grupą wiernych w Kirtland. Musieli oni 12 stycznia 1838 roku ratować się nocną ucieczką przed dysydentami Kościoła z Kirtland zamierzającymi postawić ich przed sądem za nielegalne prowadzenie banku i schronić się w Far West w Missouri. Utracili wówczas również Świątynię Kirtland, którą przejął jeden z dysydentów Warren F. Parrish.
Świątynia Kirtland była pierwszą świątynią, jaką wznieśli święci w dniach ostatnich. Świątynia Kirtland należy od 2024 r. do Kościoła Jezusa Chrystusa Świętych w Dniach Ostatnich, jednak nie ma charakteru czynnej świątyni, lecz pełni rolę obiektu muzealnego. Nauki i Przymierza określają Świątynię Kirtland jako miejsce przebywania chwały i obecności Boga (NiP. 91:1b-2c, wydanie Społeczności Chrystusa; NiP. 94:3-9, wydanie Kościoła LDS). Projekt Świątyni Kirtland jest połączeniem stylów federalnego, neogreckiego i neogotyckiego. Społeczność Chrystusa była właścicielem Świątyni Kirtland do 2024 r., gdy sprzedała ona obiekt Kościołowi Jezusa Chrystusa Świętych w Dniach Ostatnich.

### Zdjęcia satelitarne
- WikiMapia
- Google Maps
- Windows Live Local